# Juan Rodríguez (urugwajski piłkarz)
Juan Martín Rodríguez Camejo (ur. 30 maja 2005 w San Ramón) – urugwajski piłkarz występujący na pozycji środkowego obrońcy, reprezentant Urugwaju, od 2024 roku zawodnik Boston River.